# Michal Sýkora
Michal Sýkora, född 5 juli 1973 i Pardubice, är en tjeckisk före detta professionell ishockeyspelare. Han är äldre bror till Petr Sýkora.